# Félines-Minervois
Félines-Minervois är en kommun i departementet Hérault i regionen Occitanien i södra Frankrike. Kommunen ligger i kantonen Olonzac som tillhör arrondissementet Béziers. År 2022 hade Félines-Minervois 505 invånare.

## Befolkningsutveckling
Antalet invånare i kommunen Félines-Minervois
Referens:INSEE